# Enyocera latilimbalis
Enyocera latilimbalis är en fjärilsart som beskrevs av Pieter Cornelius Tobias Snellen 1882. Enyocera latilimbalis ingår i släktet Enyocera och familjen Crambidae. Inga underarter finns listade i Catalogue of Life.